# Alció del paradís pit-roig
L'alció del paradís pit-roig o blauet del paradís pit-roig (Tanysiptera sylvia) és una espècie d'ocell de la família dels alcedínids (Alcedinidae) que habita la selva humida del sud-est de Nova Guinea i les zones costaneres al nord-est d'Austràlia. Sovint el blauet del paradís de les Bismarck és considerat una subespècie de Tanysiptera sylvia.